# العلاقات الإكوادورية الليسوتوية
العلاقات الإكوادورية الليسوتوية هي العلاقات الثنائية التي تجمع بين الإكوادور وليسوتو.

## مقارنة بين البلدين
هذه مقارنة عامة ومرجعية للدولتين:
| وجه المقارنة                                              | الإكوادور                      | ليسوتو                      |
| --------------------------------------------------------- | ------------------------------ | --------------------------- |
| المساحة (كم2)                                             | 283.56 ألف                     | 32.96 ألف                   |
| عدد السكان (نسمة)                                         | 16.62 مليون                    | 2.23 مليون                  |
| الكثافة السكانية (ن./كم²)                                 | 58.61                          | 67.66                       |
| العاصمة                                                   | كيتو                           | ماسيرو                      |
| اللغة الرسمية                                             | اللغة الإسبانية، كيشوا ‏، شوار ‏ | لغة إنجليزية، اللغة السوتية |
| العملة                                                    | دولار أمريكي، سوكري إكوادوري   | لوتي ليسوتو                 |
| الناتج المحلي الإجمالي (بليون دولار)                      | 103.06 مليار                   | 2.64 مليار                  |
| الناتج المحلي الإجمالي (تعادل القوة الشرائية) بليون دولار | 185.24 مليار                   | 6.30 مليار                  |
| الناتج المحلي الإجمالي الاسمي للفرد دولار أمريكي          | 6.21 ألف                       | 1.07 ألف                    |
| الناتج المحلي الإجمالي للفرد دولار أمريكي                 | 11.37 ألف                      | 2.64 ألف                    |
| مؤشر التنمية البشرية                                      | 0.746                          | 0.497                       |
| رمز المكالمات الدولي                                      | +593                           | +266                        |
| رمز الإنترنت                                              | .ec                            | .ls                         |
| المنطقة الزمنية                                           | 00                             | ت ع م+02:00                 |

## منظمات دولية مشتركة
يشترك البلدان في عضوية مجموعة من المنظمات الدولية، منها:
| علم المنظمة | اسم المنظمة                                                | تاريخ انضمام الإكوادور | تاريخ انضمام ليسوتو |
| ----------- | ---------------------------------------------------------- | ---------------------- | ------------------- |
|             | مؤسسة التنمية الدولية                                      | 7 نوفمبر 1961          | 19 سبتمبر 1968      |
|             | يونسكو                                                     | 22 يناير 1947          | 29 سبتمبر 1967      |
|             | وكالة ضمان الاستثمار متعدد الأطراف                         | 12 أبريل 1988          | 12 أبريل 1988       |
|             | الأمم المتحدة                                              | 21 ديسمبر 1945         | 17 أكتوبر 1966      |
|             | العملية المشتركة للاتحاد الأفريقي والأمم المتحدة في دارفور | ?                      | ?                   |
|             | الاتحاد البريدي العالمي                                    | ?                      | ?                   |
|             | البنك الدولي للإنشاء والتعمير                              | 28 ديسمبر 1945         | 25 يوليو 1968       |
|             | الاتحاد الدولي للاتصالات                                   | 17 أبريل 1920          | 26 مايو 1967        |
|             | منظمة حظر الأسلحة الكيميائية                               | ?                      | ?                   |
|             | مؤسسة التمويل الدولية                                      | 20 يوليو 1956          | 29 سبتمبر 1972      |
|             | منظمة التجارة العالمية                                     | ?                      | ?                   |
|             | منظمة الشرطة الجنائية الدولية                              | ?                      | ?                   |

## وصلات خارجية
- موقع وزارة الخارجية الإكوادورية
- موقع وزارة الخارجية الليسوتوية